# M-20 (míssil)
M-20 foi uma linha de mísseis balísticos intercontinetais da França, foi o terceiro projeto do programa de mísseis água-terra da França.

## Variantes
Ele teve dois variantes: o M-1 entrou em serviço em 1971, o M-2 entrou em serviço em 1974, eles foram aposentados em 1991, foram produzidos ao total 100 projeteis.
Foram impregnadas as ogivas TN-60 e TN-61, rendendo 1,2 megatons